# 四氟硼酸二吡啶碘鎓
四氟硼酸二吡啶碘鎓又称Barluenga试剂，其名称源自J. Barluenga，它是一个温和的碘化试剂。它存在市售品，可以通过碘和吡啶在负载于硅胶的氟硼酸银的存在下反应得到。

## 性质
四氟硼酸二吡啶碘鎓可以发生水解。